# He Qinglian
He Qinglian est une économiste chinoise, née en 1956, rendue célèbre grâce à son ouvrage Les Pièges de la modernisation de la Chine (Les écueils de la modernisation, The Pitfalls of Modernization [现代化的陷阱]). Cet ouvrage dénonçait la  tournure que prenaient les réformes économiques et notamment le rôle des fonctionnaires des gouvernements locaux. Elle a aussi fortement dénoncé le pouvoir des clans dans le sud de la Chine. 
À la suite de la publication de cet ouvrage, en 1998, et de nombreux articles, l'auteur a perdu son poste à l'Université Fudan pour aller vivre à Shenzhen. Puis elle a été contrainte à s'enfuir de Shenzhen et s'exiler en 2001 aux États-Unis où elle réside actuellement. 